# Winnie Madikizela-Mandela (gemeente)
Winnie Madikizela-Mandela (officieel Winnie Madikizela-Mandela Local Municipality, voorheen Mbizana) is een gemeente, sedert mei 2011 ingedeeld bij Zuid-Afrikaanse district Alfred Nzo (vroeger bij O.R. Tambo).
Winnie Madikizela-Mandela ligt in de provincie Oost-Kaap en telt 281.905 inwoners.

## Hoofdplaatsen
Het nationaal instituut voor de statistiek, Stats SA, deelt sinds de census 2011 deze gemeente in in 389 zogenaamde hoofdplaatsen (main place):
Abetshawu • Amantshangase A/a A • Amantshangase A/a B • Amantshangase A/a C • Amantshangase A/a D • Amantshangase A/a E • Amantshangase A/a F • Amantshangase A/a G • Amaqeda • Baleni A • Baleni B • Baleni C • Baleni D • Baleni E • Bayimani (Dayimani) • Bekela • Bhekiyeza • Bhele A • Bhele B • Bhukuva • Bhungweni • Bhwnijini A • Bhwnijini B • Bizana • Bokuveni • Bonda • Bulala • Buthini • Buthongweni • Buttville A • Buttville B • Cingweni A • Cingweni B • Citwayo • Clarkeville A • Clarkeville B • Dakamnyama • Dangeni A • Dangeni B • Diamond • Didi A • Didi B • Dinda • Dindini A • Dindini B • Dinga • Dingo • Diphini • Dlangezwa • Doje • Dolongane • Dotye • Dudumeni A • Dudumeni B • Dujene • Dumasi • Dumazulu • Dumsi • Dutyini • Dyamane • Eborweni • Elumayeni • Emabhekuteni • Emampingeni • Emanzamnyama • Embane • Embileni • Emcetheni • Emdikisweni • Emdozingana • Emfinizweni • Emfolozi • Enqabeni • Enqabeni A • Enqabeni B • Envis • Enyaka • Esankuthwana • Esibomvini • Esigodlweni • Esikhulu • eSikhumbeni (Mzamba) • Esitholeni • Ezifama • Ezizityaneni A • Ezizityaneni B • Foloti • Galatyeni A • Galatyeni B • Ganyile • Giniswayo • Gobodweni • Goxe A • Goxe B • Goxe C • Gqubeni • Gqweza Mzenge • Greenville • Gubhethuka • Gumzana • Guqa • Gwabeni • Gwala • Hlolweni • Horeni • Imizizi • Isilangwe • Isisele A • Isisele B • Izilangwe • Izinini A • Izinini B • Izwelethu • Jakada • Jerusalem • Kamaqele • Kanyayo • Kdayeni • Khaleni A • Khaleni B • Khaleni C • Khaleni D • Khotsho • Kimberley • Kolora • Kopane A • Kopane B • Kopane C • Kopane D • Kopane E • Kubha • Kublekwana • Kukhanya • Kumbanzo • Kwa Madiba • KwaK • KwaMlindazwe • KwaMpisi • Kwamundazwe • KwaNdela • KwaNdengane • KwaNgutyana A • KwaNgutyana C • KwaNikhwe • KwaNyana • Laleni • Langalethu • Lindokuhle A • Lindokuhle B • Lityeni • Lubunde • Ludeke A • Ludeke B • Ludeke C • Ludeke Halt • Ludeke Mission • Lugwijini • Lujizo • Lukhalo • Lukhalweni • Lukholo • Luphilisweni • Luphithini A • Luphithini B • Lupondweni • Lurholweni A • Lurholweni B • Lusikisiki • Lusukeni • Luthulini • Mabheleni • Mabuya • Madada • Madadana • Madiba A • Madiba B • Madiba C • Magangane • Magcakini • Magqabasini • Magusheni • Mahaha • Majavu • Majela • Makewini A • Makewini B • Makewini C • Makhal Endlovu • Makhwantini • Malongwana • Mamcakweni • Mampingeni • Mamvunyelwa • Mandlobe • Mangomani • Manyala • Mapheleni (Emapheleni) • Maqongwana • Marelane • Marhamzini • Marina • Mashezi • Mathe A • Mathe B • Mathwebu • Mathwebula • Matweni • Matyangankomo • Mazweni • Mbabazo • Mbandana • Mbanqwana • Mbhongweni • Mbiba • Mbizana NU • Mbobeni • Mbokodwa • Mbungwana A • Mbungwana B • Mbuthwe • Mbuthweni A • Mbuthweni B • Mchayi • Mcijweni • Mcwadi • Mdatya • Mdikiso • Mfolozi A • Mfolozi B • Mfolozi C • Mfundambini • Mfundeni • Mfuneli • Mganko • Mgaze • Mgodini • Mgungundlovu A • Mgungundlovu B • Mhlabeni • Mhlabi • Mhlanga A • Mhlanga B • Mhlumba • Mkhandlweni • Mkhando • Mkobongo • Mkolorha • Mkolweni • Mlomekuba • Mmangweni • Mncwati • Mngungu • Mnyaka • Mnyameni • Monti A • Monti B • Monti C • Mount Zion • Mpeni • Mpenjathi • Mpenkulu A • Mpenkulu B • Mpetsheni • Mphetshwa A • Mphetshwa B • Mpindweni • Mpisi • Mqangqweni • Mqeni A • Mqeni B • Mqonjwana • Msarhweni • Msizaswe • Msomi • Msukeni • Mtamvuna • Mtatisa Village • Mthayise • Mtheni • Mthongweni • Mxinga • Mzamba A • Mzamba B • Mzamba C • Mzize A • Mzize B • Ndakeni • Ndatini • Ndayingana • Ndela • Ndengane • Ndunge • Ndwalaza • Ngcingo A • Ngcingo B • Ngojane • Ngonyama • Ngqongweni • Ngutyana A • Ngutyana B • Nikhwe (KwaNikhwe) • Nkangeni • Nkantolo • Nkantswini • Nkolora • Nobamba • Nokogqo • Nomlacu (Section A) • Nompumalanga A • Nompumalanga B • Nonja • Nonkobe • Norwood • Nqutu A • Nqutu B • Nqwelombaso • Nsimbini A • Nsimbini B • Ntabazulu • Ntabengadlinkomo • Ntamonde • Ntlakwe • Ntlanezwe • Ntlavukazi • Ntlozelo • Ntola A • Ntola B • Ntsebene • Ntshamathe • Ntshamathe A • Ntsimbini • Ntsimbini A • Ntsimbini B • Ntsingizi A • Ntsingizi B • Ntunjeni • Nyaka • Nyanisweni • Nyokweni A • Nyokweni B • Pangweni • Pele-pele A • Pele-pele B • Plangeni • Polar Park • Qadu • Qandeshe • Qhasa • Qoxe • Qungebe • Quza • Redoubt • Rhode • Rockville • Scambeni • Seaview • Section 21 • Sidanga • Sihlontlweni • Sikhulu • Simakadeni • Sinqogo • Sithukuthezi • Stanford A • Stanford B • Stanford C • Stofini • Sunduzwayo • Sunnyside • Swane Ridge • Swazini A • Swazini B • Taleni • Thekwini • Thokozani • Thulupa • Tshonya • Tshuze • Tshwathi • Tsotsa • Tyeni • Vayi • Vulindlela • Vuyisile • Xolobeni A • Xolobeni B • Zikhuba • Zinini • Zulu.